# Kirchliches Selbstbestimmungsrecht
Das kirchliche Selbstbestimmungsrecht oder die Kirchenfreiheit ist ein Recht mit Verfassungsrang, das das deutsche Grundgesetz allen Religions- und Weltanschauungsgemeinschaften gewährt und das diesen Freiheit von staatlicher Einmischung garantiert. Die im Gesetz genannten Begriffe der „Selbstordnung“ und „Selbstverwaltung“ werden gemeinhin zusammenfassend als „Selbstbestimmung“ bezeichnet. Vereinzelt wird dieses Recht auch als religionsgemeinschaftliches Selbstbestimmungsrecht erklärt.
Dieses Selbstbestimmungsrecht basiert auf dem Grundrecht der Religionsfreiheit aus Artikel 4 des Grundgesetzes für die Bundesrepublik Deutschland und dem staatskirchenrechtlichen Prinzip der Trennung von Staat und Kirche, das in den Artikeln 136, 137, 138, 139 und 141 der Weimarer Reichsverfassung in Verbindung mit Artikel 140 des Grundgesetzes für die Bundesrepublik Deutschland zum Ausdruck kommt.

## Geschichte
Das religiöse Selbstbestimmungsrecht war schon in der Paulskirchenverfassung von 1849 enthalten. § 147 Abs. 1 lautete:

„Jede Religionsgesellschaft ordnet und verwaltet ihre Angelegenheiten selbständig, bleibt aber den allgemeinen Staatsgesetzen unterworfen.“

Ohne diesen Gesetzesvorbehalt fand es sich auch in Art. 15 der preußischen Verfassung von 1848/1850:

„Die evangelische und die römisch-katholische Kirche, so wie jede andere Religionsgesellschaft, ordnet und verwaltet ihre Angelegenheiten selbständig und bleibt im Besitz und Genuß der für ihre Kultus-, Unterrichts- und Wohlthätigkeitszwecke bestimmten Anstalten, Stiftungen und Fonds.“

Im Kulturkampf, einem  Konflikt zwischen dem Königreich Preußen und später dem Deutschen Kaiserreich unter Reichskanzler Otto von Bismarck und der katholischen Kirche unter Papst Pius IX. wurde gegen dieses Recht systematisch verstoßen.

## Gesetzliche Regelung
Die gesetzliche Regelung des kirchlichen Selbstbestimmungsrechts findet sich heute in  Art. 137 Absatz 3 der Weimarer Reichsverfassung, der gemäß Art. 140 des Grundgesetzes Bestandteil des Grundgesetzes für die Bundesrepublik Deutschland ist:

„Jede Religionsgesellschaft ordnet und verwaltet ihre Angelegenheiten selbständig innerhalb der Schranken des für alle geltenden Gesetzes. Sie verleiht ihre Ämter ohne Mitwirkung des Staates oder der bürgerlichen Gemeinde.“

Auf das kirchliche Selbstbestimmungsrecht können sich nicht nur Kirchen berufen, sondern alle Religionsgemeinschaften. Es ist auch keineswegs solchen Religionsgemeinschaften vorbehalten, die als Körperschaft des öffentlichen Rechts anerkannt sind, sondern schützt auch privatrechtlich organisierte Gemeinschaften gleich welcher Religion oder Konfession.
Wenn Art. 138 Abs. 2 WRV davon spricht, dass „das Eigentum und andere Rechte der Religionsgesellschaften […] an ihren […] Anstalten, Stiftungen“ gewährleistet werde, so kommt in dieser Aufzählung zum Ausdruck, dass auch Stiftungen und Anstalten als Teil der Religionsgemeinschaft verstanden werden. Sie werden daher vom Selbstbestimmungsrecht mit umfasst, denn die Schaffung solcher rechtlich selbständiger Organisationsformen ist gerade auch Ausdruck der Selbstbestimmung.

## Zweck
Die Trennung von Staat und Kirche kann aus zwei gegensätzlichen Motiven erfolgen. Zum einen kann es dem Staat darum gehen, sich von Bevormundung durch Religionsgemeinschaften zu befreien. Dieser Gedanke findet sich vor allem im Laizismus; mitunter kann er geradezu in staatliche Unterdrückung der Religionsgemeinschaften umschlagen, wie es beispielsweise in der DDR geschah. Die Trennung von Staat und Kirche kann aber auch gerade umgekehrt bezwecken, die Religionsgemeinschaften vor staatlicher Einflussnahme zu schützen. Sie sollen ihre Angelegenheiten selbst bestimmen.
Das deutsche Verfassungsrecht folgt letzterem Anliegen. Diese Selbstbestimmung zu respektieren, ist in Deutschland nicht nur Verpflichtung des Staates, sondern die Religionsgemeinschaften haben ein subjektives Recht von Verfassungsrang auf Respektierung dieses Freiraumes.
Wegen des Zusammenhangs mit dem Trennungsprinzip spricht man auch vom kirchlichen Selbstbestimmungsrecht und nicht wie bei Gemeinden oder Universitäten, die Teil des Staates sind, von einem Selbstverwaltungsrecht: Religionsgemeinschaften sind, unabhängig von ihrer Rechtsform, keine mit einer beschränkten Autonomie versehene Teile des Staates, sondern sind organisatorisch vom Staat getrennt. Anders als bei der Selbstverwaltung gibt es daher keine Staatsaufsicht über Religionsgemeinschaften. Das gilt auch für öffentlich-rechtliche Religionsgesellschaften. Die abweichende Korrelatentheorie, die in der Weimarer Republik vertreten wurde, stellte der Sache nach eine Fortsetzung des landesherrlichen Kirchenregiments unter umgekehrten Vorzeichen dar und ist später aufgegeben worden.

## Inhalt
Das kirchliche Selbstbestimmungsrecht hat für die Rechtsordnung in Deutschland weitreichende Folgen. Versuche staatlicher Einflussnahme auf kirchliche Lehre, Ämterbesetzung, Liturgie usw. kommen in der Praxis kaum vor. In anderen Bereichen dagegen mussten Eingriffe des Staates vom Bundesverfassungsgericht in teils Aufsehen erregenden Entscheidungen zurückgewiesen werden.
Die Abwägung des Selbstbestimmungsrechts mit kollidierenden Grundrechten Dritter (praktische Konkordanz) kann im Einzelfall schwierig sein. Sie wird dadurch erleichtert, dass die kirchenrechtlichen Regelungen den staatlichen teilweise ähneln, vgl. etwa das römisch-katholische Gesetz über den Kirchlichen Datenschutz oder die Mitarbeitervertretungsgesetze. Im Vertrauen hierauf schränkt der Gesetzgeber das Selbstbestimmungsrecht oft nicht auf das gerade noch zulässige Maß ein, sondern lässt den Religionsgemeinschaften eine gewisse Freiheit („das kirchliche Recht wird das staatliche nicht kränken“). Einen schonenden Ausgleich zwischen staatlicher Souveränität und kirchlichem Selbstbestimmungsrecht ermöglichen einvernehmlich abgeschlossene Verträge zwischen Staat und Religionsgemeinschaften.

### Einzelfälle
Kirchenrechtliche Regelungen bedürfen keiner staatlichen Genehmigung, ebenso wenig die interne Organisation einer Religionsgemeinschaft oder die Vermögensverwaltung. Auch eine eigene Kirchengerichtsbarkeit kann eingesetzt werden, so zum Beispiel Offizial, Verwaltungsgerichtshof der Union Evangelischer Kirchen, Kirchengericht und Kirchengerichtshof der Evangelischen Kirche in Deutschland. Wer Mitglied einer Religionsgemeinschaft ist, bestimmt nur diese selbst, nicht der Staat. Der Kirchenaustritt ist aber durch Ländergesetze geregelt.
Auf das Selbstbestimmungsrecht gehen die besonderen Loyalitätspflichten des Arbeitsrechtes der Religionsgemeinschaften ebenso zurück wie der Ausschluss der Regelungen des Betriebsverfassungsgesetzes für Religionsgemeinschaften. Diese haben sich stattdessen eigene kirchenrechtliche Regelungen über Mitarbeitervertretungen gegeben. Umstritten ist, ob die Abwägung des Koalitionsrechts von Arbeitnehmern mit dem kirchlichen Selbstbestimmungsrecht zum Ausschluss des Streikrechts der Arbeitnehmer und des Aussperrungsrechts des Arbeitgebers führt. Das Arbeitsentgelt wird bei vielen Religionsgemeinschaften durch paritätisch besetzte Kommissionen festgelegt (Dritter Weg). Die Kirchen wählen diesen Weg, weil sie keine Tarifverträge mit Gewerkschaften abschließen wollen.
Das Bundesverfassungsgericht hat aus dem kirchlichen Selbstbestimmungsrecht jedenfalls für religiöse Körperschaften des öffentlichen Rechts die Möglichkeit einer Insolvenz verneint.

### Eigene Angelegenheiten
Religionsgemeinschaften ordnen und verwalten nach dem Gesetzeswortlaut nur „ihre Angelegenheiten“ selbständig. Was eigene und was staatliche Angelegenheiten sind, ist nicht zuletzt vom jeweiligen Verständnis von Staat und Gesellschaft abhängig und wurde daher im Laufe der Zeit unterschiedlich beurteilt. Bei der Abgrenzung spielt das Selbstverständnis der betroffenen Religionsgemeinschaft eine wichtige Rolle.
Als eigene Angelegenheiten sind heute insbesondere Lehre und Kultus, Organisation und Ämtervergabe, Ausbildung, Vermögensverwaltung und Teile des Dienstrechts, aber auch karitative Tätigkeit anerkannt. Zwischen den eigenen und den staatlichen Angelegenheiten stehen die gemeinsamen Angelegenheiten (res mixtae) wie beispielsweise Religionsunterricht, Anstaltsseelsorge und theologische Fakultäten in staatliche Hochschulen.

### Schranken des für alle geltenden Gesetzes
Wie jedes Recht ist auch das kirchliche Selbstbestimmungsrecht nicht schrankenlos gewährleistet. Wie die Grundrechte (vgl. Gesetzesvorbehalt) kann es nämlich durch Parlamentsgesetz eingeschränkt werden. Es ist also der Staat, der sich nach den Regelungen der Verfassung (identisch auch im Reichskonkordat vereinbart) die „Kompetenz-Kompetenz“ vorbehält. Der Staat legt durch das „für alle geltende Gesetz“ die Schranken fest, die auch von den Kirchen einzuhalten sind. Allerdings hat der Gesetzgeber das Übermaßverbot zu beachten, darf also das Recht nicht unverhältnismäßig einschränken.
Auslegungsprobleme stellen sich angesichts des besonderen Erfordernisses eines „für alle geltenden“ Gesetzes. Die Problematik liegt ähnlich wie bei der Meinungsfreiheit, die nur durch „allgemeines Gesetz“ eingeschränkt werden kann. Johannes Heckel verstand darunter „jedes für die Gesamtnation als politische Kultur- und Rechtsgemeinschaft unentbehrliche Gesetz, aber auch nur ein solches Gesetz“. Dieser Maßstab hat sich aber gleichermaßen als zu eng und zu weit erwiesen: für die Gesamtnation (angeblich) unentbehrliche Gesetze können höchstes Unrecht enthalten, während die Unentbehrlichkeit bei zahlreichen Regelungen schwer zu begründen ist, die aber nach allgemeiner Ansicht sicherlich auch für Religionsgemeinschaften gelten, etwa die Straßenverkehrsregeln. Auch eine Unterscheidung nach inneren und äußeren Angelegenheiten hat sich nicht durchsetzen können. Nach der früher vom Bundesverfassungsgericht angewendeten „Jedermannformel“ ist ein für alle geltendes Gesetz nur ein solches, das die Religionsgemeinschaft „wie jedermann betrifft“. Gesetze, die speziell Religionsgemeinschaften treffen wollen, können also das Selbstbestimmungsrecht grundsätzlich nicht einschränken und sind verfassungswidrig und nichtig. Unzulässig sind insbesondere spezielle staatliche Regelungen der Kirchenaufsicht oder des kirchlichen Ämterrechts. Liegt kein „für alle geltendes Gesetz vor“, so kommen aber im Einzelfall verfassungsimmanente Schranken in Betracht. In der neueren Rechtsprechung ist eine Abwägung zwischen dem kirchlichen und staatlichen Ordnungsanspruch durchzuführen, wobei dem kirchlichen Selbstverständnis ein besonderes Gewicht zukommt.
Problematisch ist auch die Frage, ob es sich bei dem „für alle geltenden Gesetz“ um „Gesetze im formellen Sinn“ oder „Gesetze im materiellen Sinn“ handeln soll. Gesetze „im formellen Sinn“ sind vom Staat durch ein förmliches Gesetzgebungsverfahren erlassen worden. Gesetze „im materiellen Sinn“ umfassen auch andere Rechtsnormen wie Verordnungen und Satzungen. Da die Kirchen beispielsweise auch dem Ortsrecht (Satzungsrecht, z. B. Bebauungsplan) der Kommunen unterworfen sind, ist wohl davon auszugehen, dass mit dem Schrankenvorbehalt des „für alle geltenden Gesetzes“ die Gesetze „im materiellen Sinn“ umfasst sind.
Das Allgemeine Gleichbehandlungsgesetz (AGG) sieht im Hinblick auf das Selbstbestimmungsrecht in § 9 AGG für Religions- und Weltanschauungsgemeinschaften gewisse Ausnahmen vor.
Kirchliches Selbstbestimmungsrecht als Befugnis der Kirchen „innerhalb der Schranken der für alle geltenden Gesetze“ in ihren eigenen Angelegenheiten selbst Recht zu setzen, meint nicht, dass jedes allgemein gehaltene staatliche Gesetz das Selbstbestimmungsrecht einschränkt. Stattdessen ist eine Abwägung der konkurrierenden Rechtsgüter erforderlich. Das Bundesverfassungsgericht erklärte 1980 hierzu:
„Um den Kirchen und kirchlichen Einrichtungen die Möglichkeit zu geben, ihrer religiösen und diakonischen Aufgabe […], ihren vorgegebenen Grundsätzen und Leitbildern auch im Bereich von Organisation, Verwaltung und Betrieb umfassend nachkommen zu können, ist ihnen die selbständige Ordnung und Verwaltung ihrer Angelegenheiten von der Verfassung garantiert. Daß diese Garantie nur, innerhalb der Schranken des für alle geltenden Gesetzes, gegeben ist, besagt nicht, daß jegliche staatliche Rechtsetzung, sofern sie nur im Sinne eines klassischen Gesetzesbegriffes abstrakt und generell ist und aus weltlicher Sicht von der zu regelnden Materie her als vernünftig erscheint, ohne weiteres in den den Kirchen und ihren Einrichtungen zustehenden Autonomiebereich eingreifen könnte. Unabhängig von seiner formalen Ausgestaltung trifft vielmehr jedes in diesem Sinne dem kirchlichen Selbstbestimmungsrecht Schranken ziehende Gesetz seinerseits auf eine ebensolche Schranke, nämlich auf die materielle Wertentscheidung der Verfassung, die über einen für die Staatsgewalt unantastbaren Freiheitsbereich hinaus die besondere Eigenständigkeit der Kirchen und ihrer Einrichtungen gegenüber dem Staat anerkennt […]. Die Erkenntnis der wertsetzenden Bedeutung dieses Grundsatzes führt im Sinne einer Wechselwirkung dazu, daß über die formalen Maßstäbe des ‚für alle Geltens‘ hinaus sich je nach der Gewichtung der Berührungspunkte staatlicher und kirchlicher Ordnung für die staatliche Rechtssetzungsbefugnis bestimmte materielle Grenzen ergeben.“

## Rechtsqualität und gerichtliche Geltendmachung
Das kirchliche Selbstbestimmungsrecht ist ein subjektives öffentliches Recht. Da Art. 137 Abs. 3 WRV Bestandteil des Grundgesetzes ist, teilt es dessen Rang. Alle Gerichte und Verwaltungsbehörden müssen das Selbstbestimmungsrecht wie auch das übrige Verfassungsrecht beachten. Normen des einfachen Bundes- oder Landesrechts sind bei Missachtung des kirchlichen Selbstbestimmungsrechts ebenso wie bei anderen Verfassungsverstößen nichtig. Bei formellen (Parlaments-)Gesetzen wird die Nichtigkeit durch das Bundesverfassungsgericht im Rahmen der entsprechenden Verfahren festgestellt.
Die Durchsetzbarkeit des Selbstbestimmungsrechts wird dadurch erschwert, dass es sich nicht um ein Grundrecht oder grundrechtsgleiches Recht handelt: es ist in Art. 93 Abs. 1 Nr. 4a GG nicht aufgeführt, seine Verletzung kann nicht mit der Verfassungsbeschwerde geltend gemacht werden. Die dadurch entstehende Rechtsschutzlücke wird aber abgeschwächt, weil bei Verletzung des Selbstbestimmungsrechts häufig auch eine Verletzung der Religionsfreiheit zumindest möglich erscheint. Damit besteht die erforderliche Beschwerdebefugnis. Ist so die Hürde der Zulässigkeit überwunden, überprüft das Bundesverfassungsgericht in ständiger Rechtsprechung die angegriffene Maßnahme nicht nur auf Grundrechtsverletzungen, sondern auf alle Verfassungsverstöße. Durch diesen weiten Maßstab in der Begründetheitsprüfung kann also eine Verletzung des Selbstbestimmungsrechts zumeist mittelbar gerügt werden.